# 景峰站

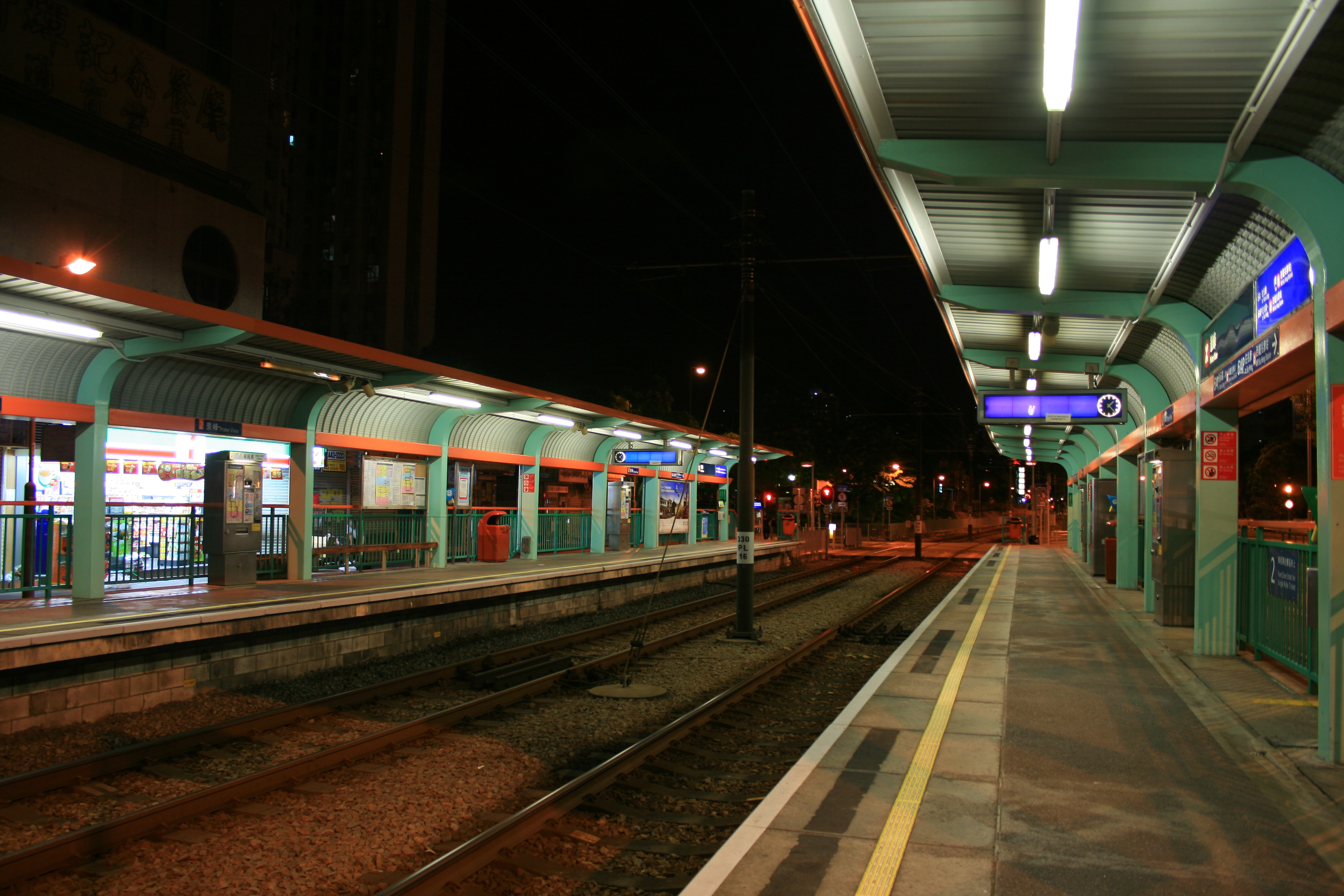
當時尚未進行港鐵化的車站夜景（2008年4月）

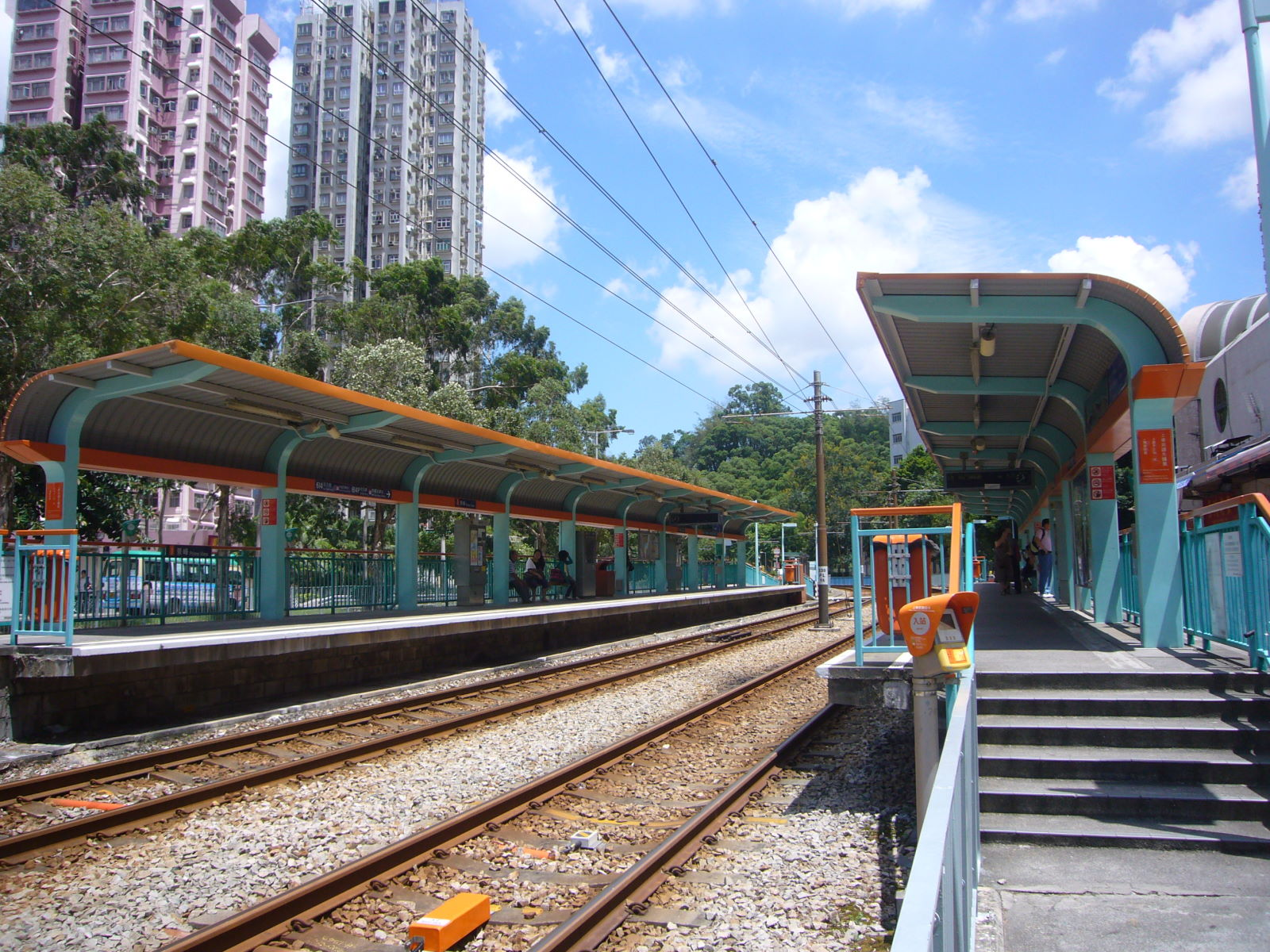
當時尚未進行港鐵化的車站（2008年8月）

景峰站（英語：Prime View Stop）是香港輕鐵的車站位於屯門區青山公路－新墟段、景峰徑交界。代號330，屬於單程車票第2收費區（北行方向是最後一個屬單程車票第2收費區的車站），車站落成時景峰徑的其他屋苑並未落成，英文名稱「Prime View」得名自旁邊的景峰花園。

## 車站結構

### 車站樓層
| 地面              | 出口 | 青山公路－新墟段 |   |  |
| 地面              | 月台 | \| 側式 · 開左邊车门 \| \| \| \| \| \| \| \| 輕鐵614綫往元朗（鳳地） 輕鐵614P綫往兆康（鳳地） \| 1 \| \| \| \| 2 \| 輕鐵614綫往屯門碼頭（新墟） 輕鐵614P綫往屯門碼頭（新墟） \| \| \| \| 側式 · 開左邊车门 \| \| \| \| \| |   |  |
| 地面              | 出口 | 景峰花園 |   |  |
| 側式 · 開左邊车门 |      | |   |  |
|                   |      | 輕鐵614綫往元朗（鳳地） 輕鐵614P綫往兆康（鳳地） | 1 |  |
|                   | 2    | 輕鐵614綫往屯門碼頭（新墟） 輕鐵614P綫往屯門碼頭（新墟） |   |  |
| 側式 · 開左邊车门 |      | |   |  |

### 車站周邊
- 金邦大廈
- 聖公會蒙恩小學
- 景峰花園
- 景新臺
- 偉景花園
- 怡樂花園
- 景峰豪庭
- 景峰商場
- 紅橋住宅區
- 好勝大廈
- 錦發大廈
- 金銘大廈
- 青棉兒童遊樂場
- 景峰花園停車場

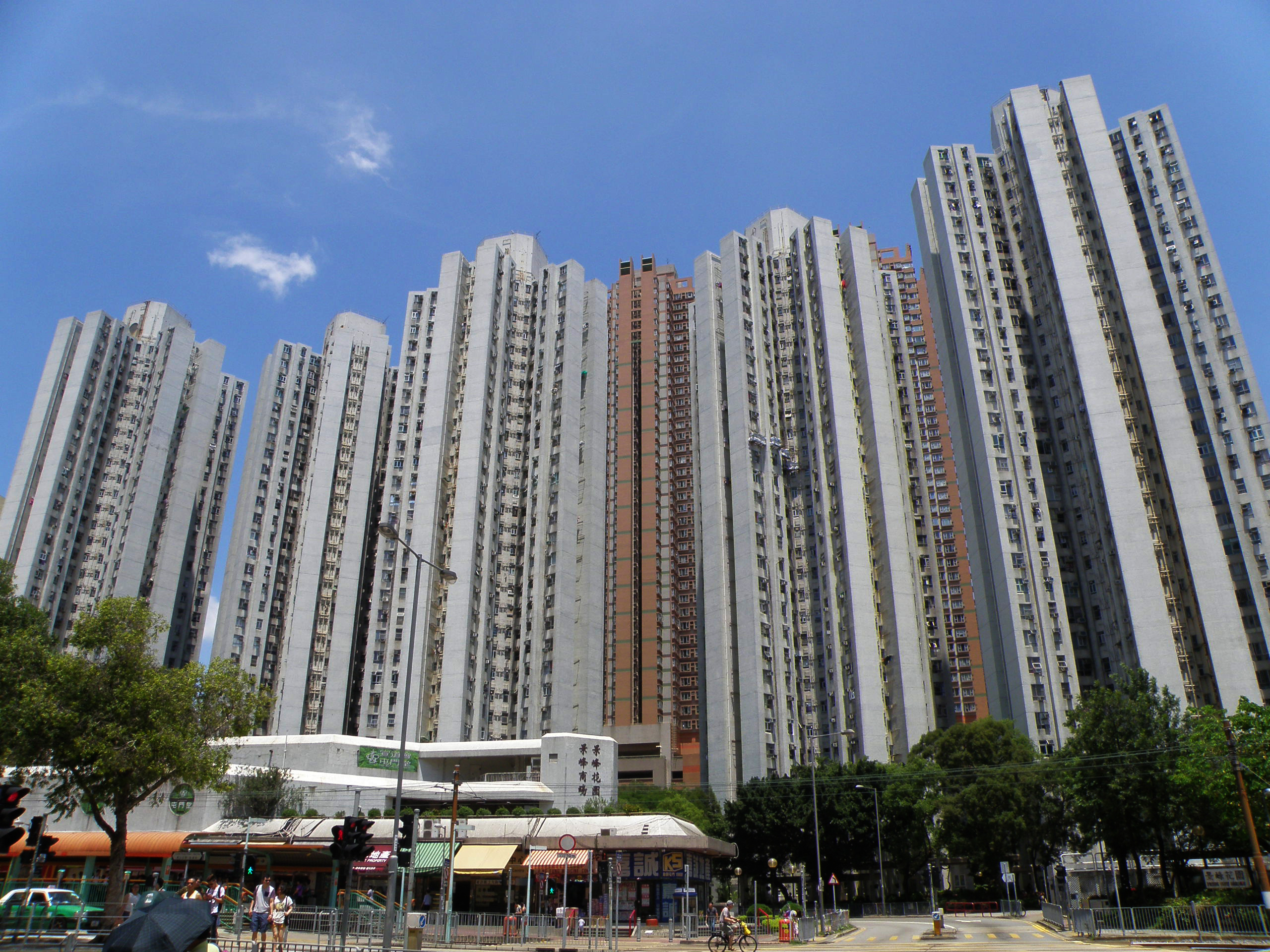
景峰花園、景峰站及景新臺（2015年5月）

## 外部連結
- 港鐵公司 - 輕鐵街道圖 （页面存档备份，存于）
- 港鐵公司 - 輕鐵行車時間表 （页面存档备份，存于）